# Эль-Багур
Эль-Багур (араб. الباجور‎) — город на севере Египта, расположенный на территории мухафазы Минуфия.

## Географическое положение
Город находится на востоке мухафазы, в южной части дельты Нила, западнее канала Мансурия, на расстоянии приблизительно 11 километров к юго-юго-востоку (SSE) от Шибин-эль-Кома, административного центра провинции. Абсолютная высота — 24 метра над уровнем моря.

## Демография
По данным переписи 2006 года численность населения Эль-Багура составляла 41 072 человек.
Динамика численности населения города по годам:
| 1996   | 2006   |
| ------ | ------ |
| 31 291 | 41 072 |

## Транспорт
Ближайший крупный гражданский аэропорт — Международный аэропорт Каира.